# Andrzej Mączyński

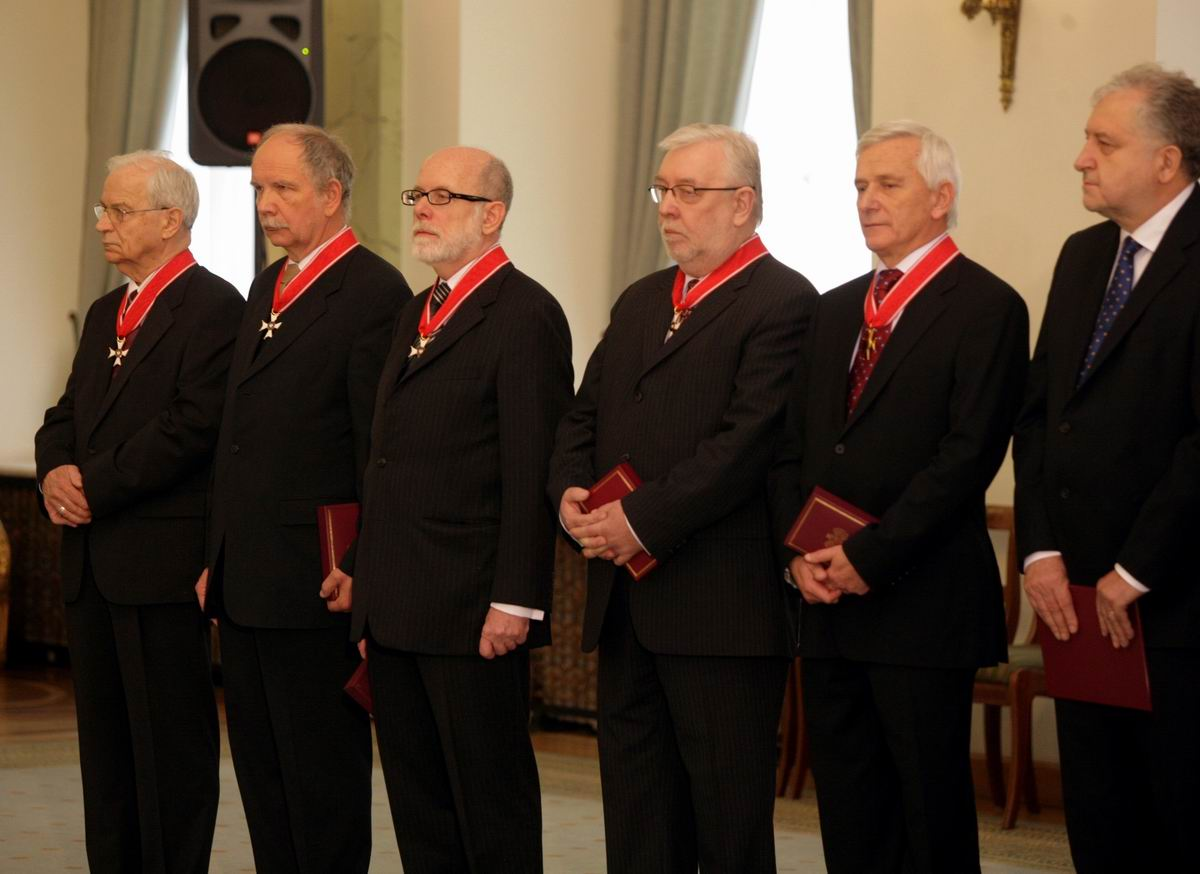
Andrzej Mączyński (drugi od lewej)

Andrzej Stanisław Mączyński (ur. 3 lipca 1945 w Nowym Sączu) – polski prawnik, profesor nauk prawnych, nauczyciel akademicki Uniwersytetu Jagiellońskiego, sędzia Trybunału Konstytucyjnego w stanie spoczynku i były wiceprezes TK, w latach 1998–2014 członek Państwowej Komisji Wyborczej.

## Życiorys
Ukończył w 1968 studia na Wydziale Prawa Uniwersytetu Jagiellońskiego. W 1974 uzyskał stopień doktora nauk prawnych, w 1980 habilitował się, w 1989 otrzymał tytuł naukowy profesora i został profesorem nadzwyczajnym, w 1995 profesorem zwyczajnym. Kieruje Katedrą Prawa Prywatnego Międzynarodowego Uniwersytetu Jagiellońskiego. W pracy naukowej zajmuje się prawem cywilnym i prawem prywatnym międzynarodowym, jest m.in. ekspertem Europejskiej Komisji Prawa Rodzinnego.
W 1970 zdał egzamin sędziowski. Wchodził w skład Zespołu Ekspertów do Spraw Prawa i Legislacji przy Prezesie Rady Ministrów, Rady Legislacyjnej, Komisji do Spraw Reformy Prawa Cywilnego, Komisji Kodyfikacyjnej Prawa Cywilnego. Uczestniczył w pracach Centrum Obywatelskich Inicjatyw Ustawodawczych Solidarności. Ponadto latach 1984–1995 był członkiem Komisji Nauk Prawnych Oddziału Polskiej Akademii Nauk w Krakowie.
Pod jego kierunkiem stopień naukowy doktora w 1983 uzyskała Bogusława Gnela.
Członek krajowy korespondent, a następnie członek krajowy czynny Polskiej Akademii Umiejętności. W 2018 objął funkcję wiceprezesa tej instytucji.
W listopadzie 1997 Sejm (z rekomendacji AWS) wybrał go w skład Trybunału Konstytucyjnego, w grudniu 2001 został powołany na stanowisko wiceprezesa TK. Kadencję zakończył 5 listopada 2006. W 1998 został członkiem Państwowej Komisji Wyborczej.
1 grudnia 2014 wraz z siedmioma innymi członkami PKW zrzekł się funkcji pełnionej w komisji.
Odznaczony Krzyżem Komandorskim Orderu Odrodzenia Polski (2010).